# Elaeocarpus batui
Elaeocarpus batui är en tvåhjärtbladig växtart som beskrevs av Mark James Coode. Elaeocarpus batui ingår i släktet Elaeocarpus och familjen Elaeocarpaceae. Inga underarter finns listade i Catalogue of Life.